# Frente de Liberación de Seattle
El Frente de Liberación de Seattle (abreviado como SLF) fue un movimiento que se oponía a la Guerra de Vietnam, fundado en Seattle, Estados Unidos. El grupo fue fundado por el profesor de filosofía y activista político Michael Lerner, que trabajaba en la Universidad de Washington a cabo sus actividades de protesta hasta 1971. Los miembros más famosos del SLF fueron los "Siete de Seattle" quienes fueron juzgados por "conspiración para incitar un disturbio" por planear una protesta violenta en un palacio de justicia en Seattle. Los miembros de los siete de Seattle son Lerner, Michael Abeles, Jeff Dowd, Joe Kelly, Susan Stern, Roger Lippman y Charles Marshall III.

## Formación
Después que la organización Estudiantes por una Sociedad Democrática (ESD) se desintegró en 1969, Michael Lerner, un instructor recién llegado a Seattle, desde Berkeley, California, se sintió obligado en crear su propio grupo.  Empezó su travesía al invitar a Jerry Rubin, una figura de contracultura notable, para hablar en la Universidad de campus de Washington el 17 de enero de 1970. Dos días más tarde, el SLF estuvo formado, en gran parte compuesto de los estudiantes y radicales que salían de otras organizaciones (como el ESD) que recientemente se desintegraron. El ímpetu de Lerner buscando crear una organización nueva es un poco imprecisa.  El fundador de SLF vino menos de un mes después de que la ESD yWeather Underground, habían escenificado manifestaciones que se tornaron violentas en 1969, y promoviendo actos de sabotaje, incendios provocados y ataques con explosivos.  No ha sido explicado si Lerner buscaba crear una organización nueva parecida a Weather Underground.  Una de las primeras acciones del FLS fue participar en una manifestación en solidaridad a los Siete de Chicago, un grupo de radicales arrestados por incitar disturbios en la Convención Nacional Democrática de 1968.

## Afiliación con Weather Underground
La relación entre el Weather Underground y el Frente de Liberación de Seattle fueron un poco ambiguos. Ambos grupos compartieron muchos de los mismos puntos de vista políticos, participaron en protestas y manifestaciones, y había militantes que estaban en ambos grupos. El estilo de protesta confrontacionista que promovía el FLS era idéntico a algunas facciones del Weather Underground a finales de 1969. Chip Marshall era uno de los miembros principales de la Frente de Liberación de Seattle. En una entrevista con revista Time en 1980, Marshall comentó en la absorción del ESD por Weather Underground, creando una facción más violenta. Él mencionó que la guerrilla había establecido los estándares culturales a los que los miembros debian seguir. Marshall no estuvo de acuerdo en puntos como destruir monogamia, cortar lazos familiares, y devaluar las relaciones personales. El Fundador Michael Lerner nunca se supo si estuvo afiliado con Weather Underground, o incluso en su estrategia de ataques explosivos e incendiarios.

## Manifestaciones y ataques
El FLS había convocado a una manifestación para ser aguantada en el Palacio de justicia de Seattle el 17 de febrero de 1970. Es generalmente referido por los miembros del FLS como "El dia después" o "TDA." (por sus siglas en inglés). Aproximadamente 2000 manifestantes asistieron y protesta se fue haciendo más violencia, cuando los manifestantes arrojaban rocas y bombas de pintura en ambos el edificio y la policía que respondió a la escena. Cerca de veinte fueron heridos en el disturbio, y 76 fueron arrestados. Michael Lerner declaró desde su perspectiva una secuencia de acontecimientos: "cuándo aquello (la manifestación) fue atacada por la policía, se convirtió en un disturbio." En marzo de 1970, el FLS, la Unión Estudiantil Negra, y el Weather Underground organizó centenares de manifestaciones en el campus de la Universidad de Washington. Los grupos quisieron crear lazos con equipos atléticos con la Universidad Brigham Young (una escuela mormona) que fue acusada de racismo. El FLS y los seguidores de la Unión Estudiantiles Negros iniciaron un disturbio que se movido a través de once edificios en la Universidad del campus de Seattle de Washington. Alrededor 200 manifestantes dejaron una estela de daños en el campus. Además en esa primavera siguieron participando en manifestaciones y disturbios en ese estado. El incidente más grave fue cuando perpetradores del FLS atacaron con cocteles Molotov el edificio de préstamos y ahorros de la Universidad Federal en Seattle. No hubo víctimas, pero el edificio sufrió daños por valor de $3000 dólares.

## Acusaciones y juicio
Dos meses después, el 16 de abril, un gran jurado federal acusó a miembros del SLF de incitar al motín del 17 de febrero. Lerner fue acusado de "utilizar las instalaciones del comercio interestatal [un teléfono con la intención de incitar al motín", pero no se le acusó de "incitar al motín". (Uno de los ocho, Michael Justesen, desapareció pero luego fue arrestado en California por el FBI). Al juez de distrito federal George Hugo Boldt se le asignó el caso, que comenzó en su sala de audiencia de Tacoma el 23 de noviembre de 1970. El juicio se descarriló rápidamente por las perturbaciones vocales de los acusados, una huelga de protesta y su eventual negativa a entrar en la sala del tribunal. Boldt declaró el juicio como nulo el 10 de diciembre, citando a todos los acusados por desacato al tribunal. Los declaró sumariamente culpables de desacato, los sentenció a seis meses de prisión y se negó a conceder fianza. Los acusados finalmente cumplieron tres meses en prisión.
Los cargos originales de incitación a disturbios, o de intención de incitar a disturbios, y conspiración para dañar el Edificio Federal de Seattle, fueron procesados sin éxito. Lerner dijo que la razón por la que no se logró una condena fue "porque se reveló que los agentes del FBI que se estaban infiltrando en la organización pacifista eran ellos mismos las personas que habían precipitado la violencia".

## Ocaso del grupo
En parte por la atención mediática del caso de los "Siete de Seattle", el FLS sufrió rupturas internas, conflictos personales y algunos miembros fueron acusados de machismo. En otoño de 1970 el FLS patrocino un fanzine llamado, Sabot, que cerró en diciembre después de un tiraje de tres meses, esto en medio de luchas políticas internas entre el personal. Más tarde en 1971, lo que quedaba del FLS se autodisolvio. Varios miembros e individuos cercanos al FLS continuaron promoviendo diversos movimientos sociales en la ciudad Lerner, el fundador del FLS  eventualmente se convirtió en el editor de la revista Tikkun (una revista de izquierda judía) y asesor del presidente Bill Clinton y Hillary Clinton. Jeff Dowd terminó en Hollywood y se convirtió en un guionista y productor. Chip Marshall permaneció activo en la política de Washington, postulándose para el Ayuntamiento de Seattle en 1975 y trabajando como activista del vecindario en Issaquah.